# Ilieși (okręg Bacău)
Ilieși – wieś w Rumunii, w okręgu Bacău, w gminie Racova. W 2011 roku liczyła 152 mieszkańców.